# Perón 55 (estación)
La estación Perón 55 forma parte del sistema Autobuses Caleta Olivia. Debe su nombre debido a que se encuentra en la Avenida Presidente Perón altura 55. También tenía un nombre secundario llamada "Estación Librería Sur", ya que al frente se encontraba dicho local. Fue inaugurada en 2012.

## Características
Se accede al plataforma mediante una rampa. La parada incluye carteles informativos sobre el servicio y la combinaciones posibles. La parada no está cubierta, cuenta con asientos de hormigón y posee rampas para facilitar la subida. Es una de las estaciones con más aglomeración de gente debido a la gran cantidad de ramales que circulan y por estar en pleno centro de la ciudad. 
Presenta un flujo moderado/alto de pasajeros, aunque es muy difícil predecir con exactitud una media pues la estación muestra niveles de ocupación muy variables. Lo que sí está claro es que como está ubicada en la parte sur de la Zona Centro, los usuarios generalmente son empleados y estudiantes, cuyos lugares de origen/destino están entre los comercios del sector o de visitantes que van a hacer compras a la agitada zona comercial de la ciudad.

## Colectivos
Esta estación es operada por las líneas A, C1, C2, D y la E. En esta estación se puede realizar transbordo con las demás líneas.